# Kimberley (Nottinghamshire)
Kimberley ist eine Stadt und eine Verwaltungseinheit im District Broxtowe in der Grafschaft Nottinghamshire, England. Kimberley ist 8,8 km von Nottingham entfernt. Im Jahr 2001 hatte sie 11.027 Einwohner. Kimberley wurde 1086 im Domesday Book als Chinemarel(e)ie erwähnt.